# Amyema conspicuum
Amyema conspicuum är en tvåhjärtbladig växtart. Amyema conspicuum ingår i släktet Amyema och familjen Loranthaceae.

## Underarter
Arten delas in i följande underarter:
- A. c. conspicuum
- A. c. fulvicalyx
- A. c. obscurinervis